# Rudgea bremekampiana
Rudgea bremekampiana är en måreväxtart som beskrevs av Julian Alfred Steyermark. Rudgea bremekampiana ingår i släktet Rudgea och familjen måreväxter. Inga underarter finns listade i Catalogue of Life.